# Scipione Riva-Rocci

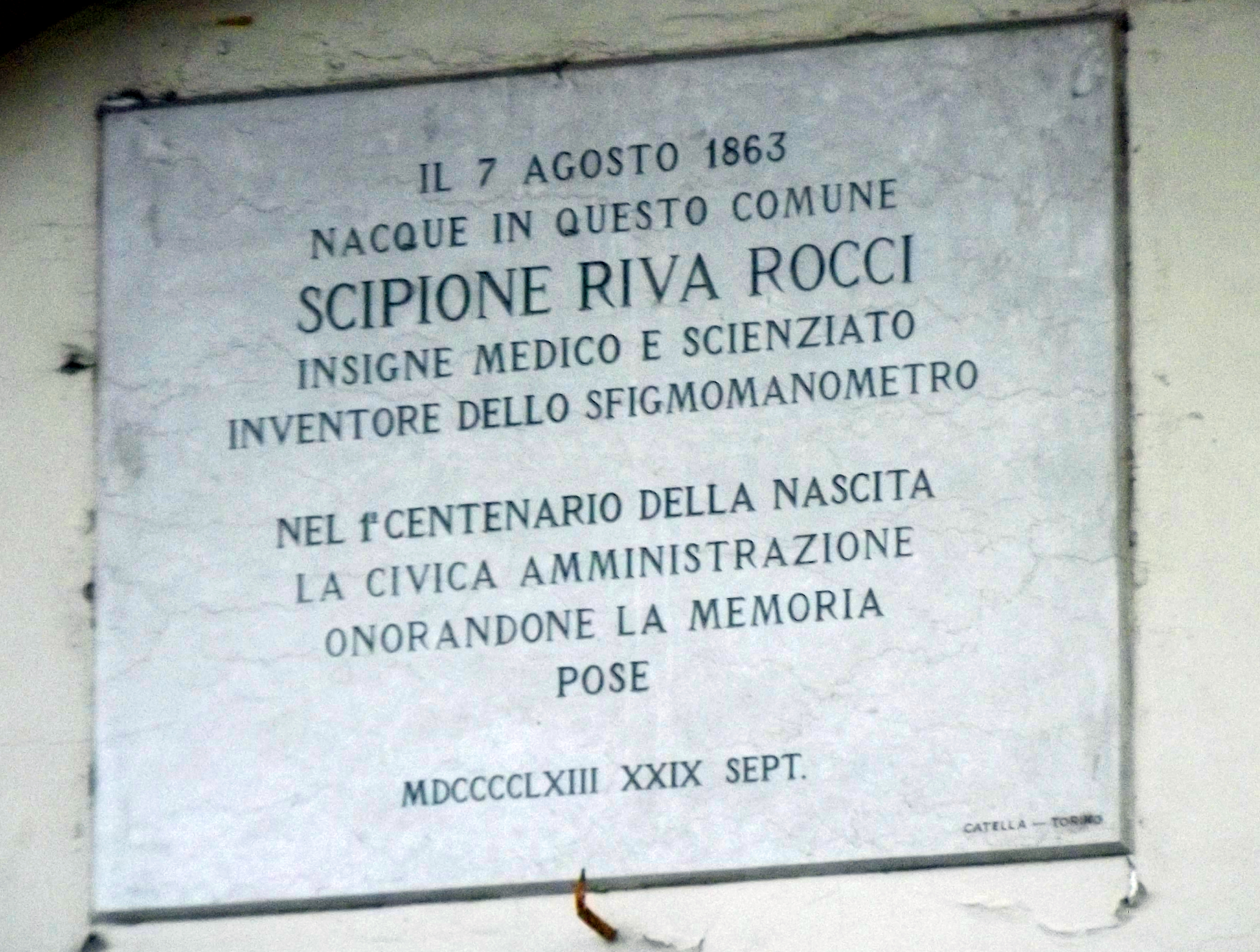
Lloc de naixement Riva-Rocci

Scipione Riva Rocci (7 d'agost de 1863 a Almese, Piemont – 15 de març de 1937 a Rapallo, Ligúria) va ser un internista, patòleg i pediatre italià. És conegut sobretot per la invenció d'una versió fàcil d'utilitzar de l'esfigmòmetre de mercuri per mesurar la pressió arterial.

## Biografia
Riva Rocci va néixer a Almese el 7 d'agost de 1863. Es va graduar en medicina i cirurgia el 1888 a la Universitat de Torí. De 1888 a 1898 va actuar com a professor ajudant a la clínica de medicina propedèutica de Torí sota la direcció de Carlo Forlanini i el va ajudar en l'aplicació del " pneumotòrax iatrogènic " per al tractament de la tuberculosi pulmonar. El 1894 es va llicenciar en patologia i el 1907 en pediatria. El 1898, va seguir a Forlanini a la Universitat de Pavia on va continuar contribuint al desenvolupament del mètode de Forlanini demostrant que la tècnica no tenia un efecte advers important sobre la funció pulmonar. Des de 1900 fins a 1928 va ser cap clínic i director de l'hospital cívic de Varese, i va ajudar a modernitzar l'hospital obrint les ales del sanatori i introduint la vacunació, la radiologia i altres mètodes per combatre la tuberculosi. Del 1909 al 1916 va ocupar la primera càtedra de pediatria de la Universitat de Pavia.

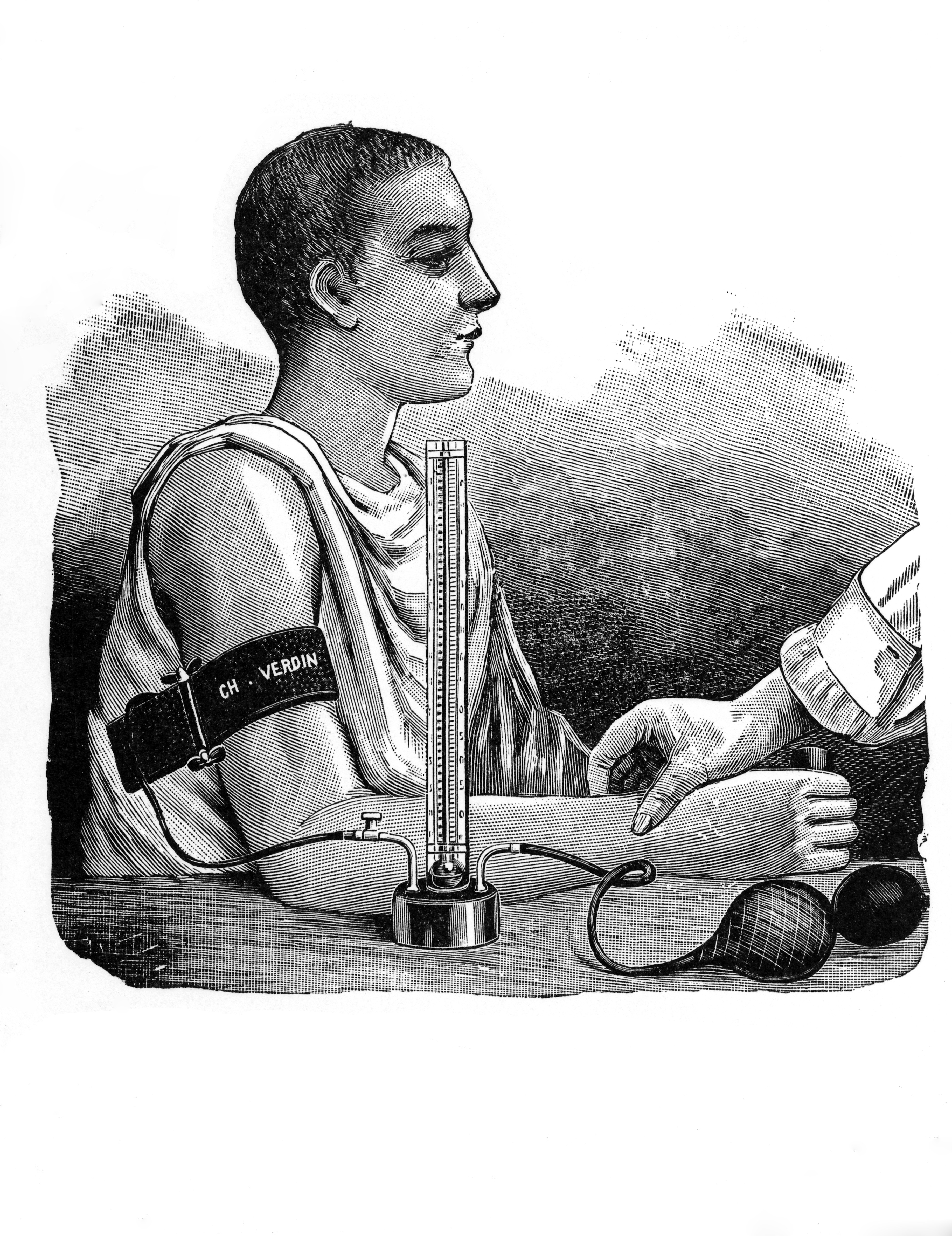
Il·lustració de l'espigmomanòmetre de Riva-Rocci en ús

El 1928 es va retirar dels seus càrrecs mèdics a causa d'una afecció neurològica, probablement encefalitis letàrgica, que podria haver contret d'un pacient o d'una autòpsia durant una epidèmia el 1921. Va passar els últims anys de la seva vida amb mala salut amb paràlisi agitans, i va morir el 15 de març de 1937 a Rapallo. Va ser enterrat al petit cementiri de San Michele di Pagana.

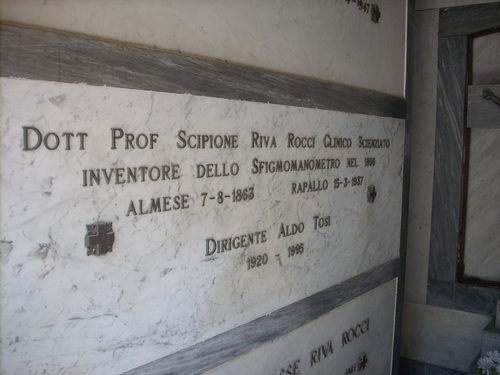
La tomba de Riva-Rocci

## Invenció de l'esfigmòmetre
La principal contribució de Riva Rocci a la medicina va ser la invenció d'una versió fàcil d'utilitzar de l'esfigmòmetre de mercuri que mesurava la pressió arterial braquial. L'element clau d'aquest disseny era l'ús d'un braçal que envoltava el braç: els dissenys anteriors havien utilitzat bombetes de goma plenes d'aigua o aire per comprimir manualment l'artèria o altres mètodes tècnicament difícils de mesurar la pressió.
L'any 1896, Riva Rocci va publicar el seu treball que descrivia el nou esfigmòmetre a la Gazzetta Medica di Torino. En total va publicar quatre articles sobre el disseny i l'ús del dispositiu entre 1896 i 1897. El seu disseny incloïa objectes quotidians com un tinter, algun tub de coure, tubs interiors de bicicleta i una quantitat de mercuri. Riva Rocci va mesurar la pressió arterial màxima (sistòlica) observant la pressió del braguet a la qual el pols radial ja no era palpable. Aquest enfocament no va permetre mesurar la pressió arterial diastòlica, tot i que va ser possible estimar la pressió arterial mitjana amb el dispositiu, encara que amb certa dificultat.
El neurocirurgià nord-americà Harvey Cushing (1869-1939) va visitar Riva Rocci a Pavia el 1901 i va fer dibuixos i se li va donar un exemple del seu dispositiu. Al seu retorn als EUA va fer un dispositiu similar amb algunes millores i el va utilitzar amb èxit a l'Hospital Johns Hopkins, sobretot en cirurgia intracranial. Cushing, amb el suport de Theodore Janeway a la ciutat de Nova York i George Crile a Cleveland, va tenir un paper important en la popularització de l'esfigmòmetre de mercuri de Riva Rocci. Les millores posteriors al dispositiu van incloure l'ús d'un braçal més ample (l'original només n'era 5 cm d'ample) i l'ús dels sons de Korotkoff per determinar la pressió arterial sistòlica i diastòlica. Riva Rocci sempre es va negar a patentar el seu invent i no va obtenir cap benefici econòmic amb el seu ús generalitzat.

## Memorials
- Almese, el seu poble natal, li ha dedicat l'institut d'educació secundària local.[3]
- Les inicials RR de Riva Rocci s'utilitzen per indicar la pressió arterial mesurada amb la seva tècnica.